# UC头条
UC头条是中华人民共和国阿里巴巴集团控股公司广州市动景计算机科技有限公司下属UC浏览器的一个组成部分，为UC浏览器官方团队推出的新闻资讯推荐平台。UC头条通过阿里大数据推荐和机器学习算法向用户推荐内容，成立于2005年，在2014年并入阿里巴巴。

## 出海
2016年6月，UC头条开始在印度和印度尼西亚发布，名字为UC News(UC头条国际版)。日浏览量在2017年就达到了一亿。UC News在2020年中印边境冲突后失去了在印度的市场。

## 审查

### 2018年
2018年1月31日，广东网信办相关负责人指出，UC头条违反国家有关互联网管理法律规定，持续传播炒作导向错误、低俗色情等信息，对网上舆论生态环境造成恶劣影响。UC头条于2月1日18时至2月7日18时对问题突出的“社会”“热点”“视频”“历史”等四个频道进行下线整改。